# روح
الروح هي كيان خارق للطبيعة، غالبًا ما يكون ذا طبيعة غير ملموسة على غرار كيانات مماثلة أخرى كالأشباح والجان والملائكة. يحمل المصطلح طابعاً دينياً وفلسفياً وثقافياً يختلف تعريفه وتحديد ماهيته ما بين الأديان والفلسفات والثقافات المختلفة، ولكن هناك رأي سائد عبر كثير من الأديان والاعتقادات والثقافات البشرية على أن الإيمان بوجودها يجسد مفهوم المادة الأثيرية الأصلية الخاصة بالكائنات الحية. استناداً إلى بعض الديانات والفلسفات، فإن الروح مخلوقةً من جنسٍ لا نظير له في الوجود مع الاعتقاد بكونها الأساس للإدراك والوعي والشعور عند الإنسان. ويختلف مصطلح الروح عن النفس حسب الاعتقادات الدينية (يُقصد الإسلام) فالبعض يرى النفس هي الروح والجسد مجتمعين ويرى البعض الآخر إن النفس قد تكون أو لا تكون خالدة ولكن الروح خالدة حتى بعد موت الجسد.

## الاختلاف بين الديانات والفلسفات
هناك جدل في الديانات والفلسفات المختلفة حول الروح بدءًا من تعريفها ومرورًا بمنشئها ووظيفتها إلى دورها أثناء وبعد الموت حيث أن هناك اعتقاد شائع أن للروح استقلالية تامة عن الجسد وليس لها ظهور جسدي أو حسي، ولا يمكن مشاهدة رحيلها ويعتقد البعض أن مفارقة الروح للجسد هي تعريف للموت ويذهب البعض الآخر إلى الاعتقاد أن النفس تقبض في حالتي الموت والنوم، ففي حالة الموت تقبض الروح وتنتهي حياة الجسد، وفي حالة النوم تقبض الروح ويظل الجسد حيا. المزيد عن الروح والنفس والإدراك في الترجمة العبرية لكلمة الروح هي نفيش Nephesh وهي أقرب لكلمة النفس العربية، أما كلمة الروح العربية فهي قريبة جدا من كلمة ريح مما جعل البعض يعتقد أن مصدر ومعنى كلمة الروح هي «ذَات لَطِيفَة كَالْهَوَاءِ سَارِيَة فِي الْجَسَد كَسَرَيَانِ الْمَاء فِي عُرُوق الشَّجَر» ، ومما زاد من صحة هذه القناعة لدى البعض أن الروح تنفخ كالريح، ولكنها ليست ريحًا بمفهوم الريح.

### الروح عند الفلاسفة
قام أفلاطون (427 - 347 قبل الميلاد) باعتبار الروح كأساس لكينونة الإنسان والمحرك الأساسي للإنسان واعتقد بأن الروح يتكون من 3 أجزاء متناغمة وهي العقل والنفس والرغبة وكان أفلاطون يقصد بالنفس المتطلبات العاطفية أو الشعورية وكان يعني بالرغبة المتطلبات الجسدية وأعطى أفلاطون مثالاً لتوضيح وجهة نظره باستخدام عربة يقودها حصان، فللحصان حسب أفلاطون قوتان محركتان وهما النفس والرغبة ويأتي العقل ليحفظ التوازن . بعد أفلاطون قام أرسطو (384 - 322 قبل الميلاد) بتعريف الروح كمحور رئيسي للوجود ولكنه لم يعتبر الروح وجودا مستقلا عن الجسد أو شيئا غير ملموس يسكن الجسد فاعتبر أرسطو الروح مرادفا للكينونة ولم يعتبر الروح كينونة خاصة تسكن الجسد واستخدم أرسطو السكين لتوضيح فكرته فقال إنه إذا إفترضنا إن للسكين روحا فإن عملية القطع هي الروح وعليه وحسب أرسطو فإن الغرض الرئيسي للكائن هو الروح وبذلك يمكن الاستنتاج إن أرسطو لم يعتبر الروح شيئا خالدا فمع تدمير السكين تنعدم عملية القطع .
حاول رينيه ديكارت (1596 - 1650) وفي خطوة مهمة إثبات إن الروح وتنظيم الاعتقاد بالروح تقع في منطقة محددة في الدماغ  اما إيمانويل كانت (1724 - 1804) وفي خطوة جريئة قال إن مصدر اندفاع الإنسان لفهم ماهية الروح هو في الأساس محاولة من العقل للوصول إلى نظرة شاملة لطريقة تفكير الإنسان، أي بمعنى ان العقل الذي يحاول تفسير كل شيء على أساس عملي سوف يضطر إلى التساؤل عن الأشياء المجهولة الغير ملموسة وبذلك فتح كانت الباب على مصراعيه لرعيل من علماء النفس ليفسروا الروح على أساس نفسي .

### الروح عند المصريين القدماء
استنادا إلى المعتقدات الدينية لقدماء المصريين فإن روح الإنسان مكون من 7 أقسام  :
- رين، هو مصطلح قديم يعني الاسم الذي يطلق على المولود الجديد.
- سكم، وتعني حيوية الشمس
- با، وهو كل ما يجعل الإنسان فريدا وهو أشبه بمفهوم شخصية الإنسان.
- كا، وهو القوة الدافعة لحياة الإنسان وحسب الاعتقاد فإن الموت هو نتيجة مفارقة كا للجسد.
- آخ، وهو بمثابة الشبح الناتج من اتحاد كا وبا بعد الموت
- آب، وهو «قطرة من قلب الأم».
- شوت أو خيبيت وهو ضل الإنسان .

## الروح في الأديان والمعتقدات

### في اليهودية
لا يوجد في التوراة تعريف دقيق لكلمة الروح ويذكر سفر التكوين إن الخالق الأعظم خلق الإنسان من غبار الأرض ونفخ الخالق في انف الإنسان ليصبح مخلوقا حيا. استنادا إلى سعيد بن يوسف الفيومي (882 - 942) وهو فيلسوف يهودي من مواليد مصر  فإن الروح تشكل ذلك الجزء من الإنسان المسؤول عن التفكير والرغبة والعاطفة واستنادا إلى كتاب كبالاه Kabbalah الذي يعتبر الكتاب المركزي في تفسير التوراة فإن الروح تنقسم إلى 3 اقسام :
- نفيش (Nefesh) وهي الطبقة السفلى من الروح وترتبط بغرائز الإنسان الجسدية وهو موجود من لحظة الولادة.
- روخ (Ruach) وهي الطبقة الوسطى من الروح والمسؤولة عن التمييز بين الخير والشر وتنظيم المبادئ الأخلاقية.
- نيشامه (Neshamah) وهي الطبقة العليا من الروح وهي المسؤولة عن تميز الإنسان عن بقية الكائنات الحية.

وهناك تشابه كبير بين هذا التقسيم وتقسيم سيغموند فرويد للاوعي والذي قسمه فرويد إلى الأنا السفلى والأنا والأنا العليا.

### في المسيحية

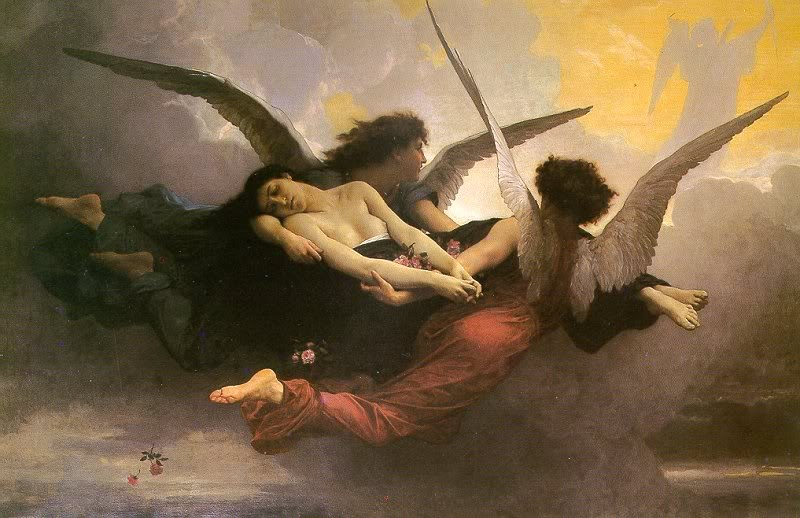
الروح التي يحملها ملاكان إلى السماء. لوحة للرسام الفرنسي ويليام بوغيرو.

تعتبر المسيحية الروح بمثابة الكينونة الخالدة للإنسان وإن الخالق الأعظم بعد وفاة الإنسان إما يكافئ أو يعاقب الروح ويوجد في العهد الجديد من الكتاب المقدس وعلى لسان المسيح ذكر الروح وتشبيهه برداء رائع أروع من كل ما كان يملكه سليمان. هناك إجماع في المسيحية إن الوصول للمعرفة الحقيقية عن ماهية الروح هو أمر مستحيل واستنادا إلى المفكر المسيحي أورليس أوغسطينس (354 - 430) فإن الروح عبارة عن مادة خاصة وفريدة غرضها التحكم في الجسد .
هناك جدل في المسيحية حول منشأ الروح فالبعض يعتقد إنها موجودة قبل ولادة الإنسان وعند الولادة يقوم الخالق بإعطاء الروح إلى الجسد  بينما يعتقد البعض الآخر إن روح الإنسان تنتقل كمزيج من روحي الوالدين وإن آدم هو الشخص الوحيد الذي خلقت روحه مباشرة من الخالق  بينما يرى طائفة شهود يهوه إن الروح مطابقة لكلمة نفيش (Nefesh) العبرية والتي حسب تصور الجماعة إنها مشتقة من التنفس وعليه فإن نفخ الخالق للروح في جسم أي كائن يجعل هذا الكائن كائنًا متنفسًا  وهناك البعض ممن يعتقد إن الروح تذهب إلى حالة من السبات إلى حين يوم الحساب.

### في الإسلام
الروح خلق من أعظم مخلوقات الله شرفها الله وكرمها غاية التشريف والتكريم فنسبها لذاته العليا في كتابه القرآن.
قال الله تعالى:﴿فَإِذَا سَوَّيْتُهُ وَنَفَخْتُ فِيهِ مِنْ رُوحِي فَقَعُوا لَهُ سَاجِدِينَ ۝٢٩﴾ (سورة الحجر)
ومن جلالة وعظمة هذا التشريف لهذا المخلوق أن الله اختص بالعلم الكامل بالروح فلا يمكن لأي مخلوق كائن من كان أن يعلم كل العلم عن هذا المخلوق إلا ما أخبر به الله.
قال الله تعالى:﴿وَيَسْأَلُونَكَ عَنِ الرُّوحِ قُلِ الرُّوحُ مِنْ أَمْرِ رَبِّي وَمَا أُوتِيتُمْ مِنَ الْعِلْمِ إِلَّا قَلِيلًا ۝٨٥﴾ (سورة الإسراء)
•••••حياة الروح في الجسد بنظرة شرعية•••••
يعيش الإنسان في حياته هذه نوعين من الحياة
1-الحياة المحسوسة بنواميسها المعروفة فالحواس الخمسة هي التي تعطي الإنسان الإحساس بهذا العالم ونستطيع تسمية هذا العالم بعالم الملك ويكون الإنسان في هذه الحياة محدد القدرات التي تكون وفقا لتركيبه المخلوق منه وتكون الروح في هذه الحياة أسيرة الجسد يقول الله سبحانه وتعالى [نحن خلقناهم وشددنا أسرهم]
2- حياة الملكوت، وتعتمد هذه الحياة على أُسس قواعد الإحساس الابتدائية المعروفة المرتبطة بالحواس المعروفة ولكنها لا تعتمد وسائل الطرق الموصلة إلى تلك القواعد الابتدائية المعروفة ولكنها تسلك مسلك الاعتماد على العادة المتبعة في سلوكيات الحواس المبرمجة داخل الدماغ البشري، ونستطيع القول بأن هذه الحياة هي أقرب ما يكون لعالم الملائكة لانها بالعادة تكون مستقبلة وليست مفكرة أي انها تستقبل ما يملى عليها من عالم الغيب مع تفلتها في بعض الأحيان حسب نوع البث المستقبل فهو كما علم في الإسلام ثلاث أنواع أرتبها حسب الوسطية البشرية:-
1. حديث نفس
2. بث الهي
3. بث شيطاني

النوع الأول بالعادة ليس له تأثير على مستقبل الإنسان لانه يكون عبارة عن الأفكار أو السلوكيات المؤثرة على الإنسان فيما سبق.
أما الثاني وهو البث الإلهي فله التأثير على مستقبل الإنسان أو واقعه لأنه يعد تبشير أو إنذار أو محاكاة واقع.
وأما البث الشيطاني فتأثيره أذا ذكر أو أُوٍّل، فالأولى عدم ذكره وعمل ما هو متعارف لتجاوزه كما أخبر النبي عليه الصلاة والسلام.
وأما حياة الملك يكون الإنسان متفاوت الإدراك لما يجري حوله لأن ميكانيكية اتصال الروح بالجسد تكون معتمدة على وضع الجسد في استقبال التأثيرات المحيطة به أو التي تكون وسيلة النقل بين التأثيرات الخارجية وقواعد الاستقبال مثل أعصاب السمع والبصر وغيرها.
يقول الله {لقد كنت في غفلة من هذا فكشفنا عنك غطاءك فبصرك اليوم حديد} وإضافة لذلك فالروح أيضا هي التي تحدد صداقتنا علي قول رسول الله (الأرواح جنودٌ مجندة ما تعارف منها ائتلف وما تنافر منها اختلف)
- بقاء الروح في القرآن

هناك عدة آيات في القرآن الكريم أشارت صراحة أو تلميحاً إلى بقاء الروح واستقلالها وعدم فنائها بفناء البدن، من ذلك ما ورد في الآية 170 من سورة آل عمران بشأن الشهداء في سبيل الله:﴿وَلَا تَحْسَبَنَّ الَّذِينَ قُتِلُوا فِي سَبِيلِ اللَّهِ أَمْوَاتًا بَلْ أَحْيَاءٌ عِنْدَ رَبِّهِمْ يُرْزَقُونَ ۝١٦٩ فَرِحِينَ بِمَا آتَاهُمُ اللَّهُ مِنْ فَضْلِهِ وَيَسْتَبْشِرُونَ بِالَّذِينَ لَمْ يَلْحَقُوا بِهِمْ مِنْ خَلْفِهِمْ أَلَّا خَوْفٌ عَلَيْهِمْ وَلَا هُمْ يَحْزَنُونَ ۝١٧٠﴾ [آل عمران:169–170].
فالآية صريحة في بقاء أرواح الشهداء، وهذا الحكم لا يختص بالشهداء في سبيل الله، وذلك لعدم وجود الفارق بين روح هؤلاء والآخرين من حيث المادية وعدمها، وإن إقتصر الذكر عليهم فذلك لأن الكلام كان بشأن وضع الشهداء من قبل الناس.
كما ورد في الآية 46 من سورة غافر:﴿النَّارُ يُعْرَضُونَ عَلَيْهَا غُدُوًّا وَعَشِيًّا وَيَوْمَ تَقُومُ السَّاعَةُ أَدْخِلُوا آلَ فِرْعَوْنَ أَشَدَّ الْعَذَابِ ۝٤٦﴾ [غافر:46]. هذه الآية أيضا وإن كانت في آل فرعون، إلا أن المسلم به أنها لا تختص بهذه الحفنة من الظلمة والآثمة، وعليه فالآيتان تفيدان أن لأرواح المحسنين والمسيئين بعد الموت الحياة البرزخية، ولذلك فهي من الأدلة على استقلال الروح.

### في البوذية
استنادا إلى العقيدة البوذية فإن كل شيء في حالة حركة مستمرة وتتغير باستمرار وإن الاعتقاد بان هناك كينونة ثابتة أو خالدة على هيئة الروح هو عبارة عن وهم يؤدي بالإنسان إلى صراع داخلي واجتماعي وسياسي. استنادا إلى البوذية فإن الكائنات تنقسم إلى خمس مفاهيم: الهيئة (الجسمانية) والحواس والإدراك والكارما (الأفعال التي يقوم بها الكائن الحي والعواقب الأخلاقية الناتجة عنها) والضمير وهذه الأجزاء الخمسة يمكن اعتبارها مرادفة لمفهوم الروح وعليه فإن الإنسان هو مجرد اتحاد زمني طارئ لهذه المفاهيم، وهو معرض بالتالي للـ«لا-استمرارية» وعدم التواصل، يبقى الإنسان يتحول مع كل لحظة جديدة، رغم اعتقاده أنه لا يزال كما هو وإنه من الخطأ التصور بوجود «أنا ذاتية»، وجعلها أساس جميع الموجودات التي تؤلف الكون فالهدف الأسمى حسب البوذية هو التحرر التام عبر كَسر دورة الحياة والانبعاث، والتخلص من الآلام والمعاناة التي تحملها. وبما أن الكارما هي عواقب الأفعال التي يقوم الأشخاص، فلا خلاص للكائن ما دامت الكارما موجودة .
عند وفاة الإنسان فإن الجسد ينفصل عن الحواس، الإدراك، الكارما والضمير وإذا كانت هناك بقايا من عواقب أو صفات سيئة في هذه الأجزاء المنفصلة عن الجسد فإنها تبدأ رحلة للبحث عن جسد لتتمكن من الوصول إلى التحرر التام عبر كَسر دورة الحياة والانبعاث وحالة التيقظ التي تخمُد معها نيران العوامل التي تسبب الآلام (الشهوة، الحقد والجهل) ويسمي البوذيون هذا الهدف النيرفانا .

### في الهندوسية

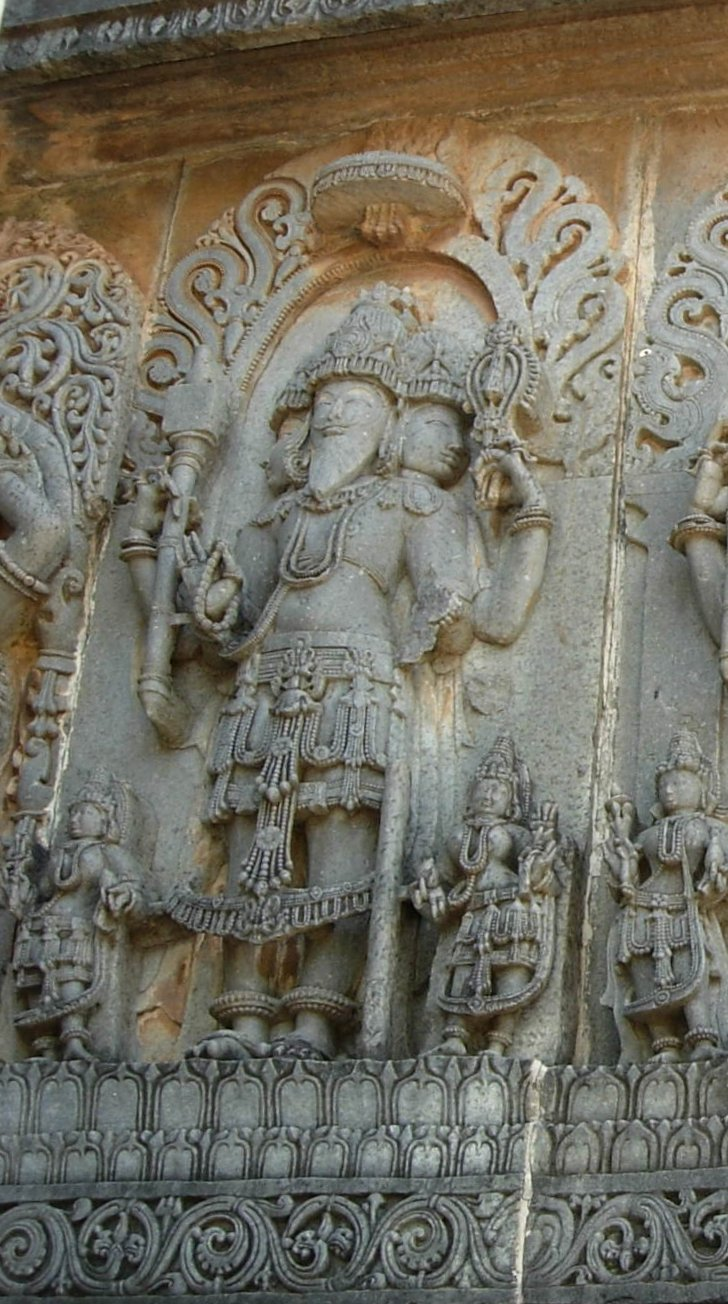
تمثال لبراهما محفور على الصخر في الهند

يمكن اعتبار الجيفا Jiva في الهندوسية مرادفا لمفهوم الروح وهي حسب المعتقد الهندوسي الكينونة الخالدة للكائنات الحية وهناك مصطلح هندوسي آخر ويدعى مايا ويمكن تعريفها كقيمة جسدية ومعنوية مؤقتة وليست خالدة ولها ارتباط وثيق بالحياة اليومية ويبدو إن المايا شبيه بمفهوم النفس في بعض الديانات الأخرى واستنادا على هذا فإن الجيفا ليست مرتبطة بالجسد أو أي قيمة أرضية ولكنها في نفس الوقت أساس الكينونة .
ينشأ الجيفا من عدة تناسخات من المعادن إلى النباتات إلى مملكة الحيوانات ويكون الكارما (الأفعال التي يقوم بها الكائن الحي، والعواقب الأخلاقية الناتجة عنها) عاملا رئيسيا في تحديد الكائن اللاحق الذي ينتقل اليه الجيفا بعد فناء الكائن السابق وتكمن الطريقة الوحيدة للتخلص من دورة التناسخات هذه بالوصول لمرحلة موشكا والتي هي شبيهة نوعا ما بمرحلة النيرفانا (الانبعاث وحالة التيقظ التي تخمُد معها نيران العوامل التي تسبب الآلام مثل الشهوة، الحقد والجهل) في البوذية .
هناك مصطلح آخر في الهندوسية قريب من مفهوم الروح وهي أتمان Atman ويمكن تعريفه بالجانب الخفي أو الميتافيزيقي في الإنسان وتعتبره بعض المدارس الفكرية الهندوسية أساس الكينونة ويمكن اعتبار أتمان كجزء من البراهما (الخالق الأعظم) داخل كل إنسان. هناك اختلاف وجدل عميق بين الهندوسيين انفسهم حول منشأ وغرض ومصير الروح فعلى سبيل المثال يعتقد الموحدون (أدفايدا) من الهندوس إن الروح سيتحد في النهاية مع الخالق الأعظم  بينما يعتبر الغير موحدين (دفايتا) من الهندوس الروح لا صلة لها على الإطلاق بالخالق الأعظم وإن الخالق لم يخلق الروح ولكن الروح تعتمد على وجود الخالق  نسخة محفوظة 13 يونيو 2023 على موقع واي باك مشين..

## الروح في المجتمع العلمي
يسعى العلم والطب لإيجاد تفسيرات واقعية وفقاً لما هو ملاحظ في العالم الطبيعي. يعرف هذا الموقف العقلي باسم الواقعية المنهجية. إن الكثير من الدراسات العلمية المتعلقة بالروح قد شملت التحقيق في أمرها ككائن ذي معتقد إنساني، أو كمفهوم يشكل استعراف وفهم حقيقة العالم، بدلاً من كونها كائناً بحد ذاته.
عندما يتحدث علماء العصر الحديث عن الروح خارج هذا السياق الثقافي والنفسي، فإنهم يتعاملون مع «الروح» على أنها مرادف شعري لكلمة «العقل». في كتاب الفرضية المذهلة [الإنجليزية] لفرنسيس كريك، مثلاً، هناك عنوان فرعي هو «البحث العلمي عن الروح». كريك أخذ على عاتقه أنّ المرء يمكنه تعلم كل شيء معروف عن الروح البشرية والعقل، ومن ثم، قد يكون للعلوم العصبية صلة بفهم الإنسان لماهية الروح.

## مؤلفات في الروح
- كتاب الروح لابن قيم الجوزية
- كتاب (عالم الأرواح العجيب) للسيد حسن الأبطحي
- كتاب الأرواح للدكتور ألان كارديك